# Dębina (województwo kujawsko-pomorskie)
Dębina – wieś w Polsce położona w województwie kujawsko-pomorskim, w powiecie inowrocławskim, w gminie Janikowo.

## Podział administracyjny
W latach 1975–1998 miejscowość administracyjnie należała do województwa bydgoskiego.

## Demografia
Według Narodowego Spisu Powszechnego (III 2011 r.) wieś liczyła 111 mieszkańców. Jest czternastą co do wielkości miejscowością gminy Janikowo.